# Hájek (Tišnov)
Hájek je vesnice, část města Tišnov v okrese Brno-venkov v Jihomoravském kraji. Nachází se v Boskovické brázdě, asi 4,5 km na severovýchod od Tišnova. Žije zde 48 obyvatel.
Hájek leží v katastrálním území Hájek u Tišnova o rozloze 2,89 km². V katastrálním území Hájek u Tišnova leží i Hajánky.

## Historie
První písemná zmínka o vsi je z roku 1358. Součástí Tišnova je Hájek od roku 1980.

## Obyvatelstvo
| Rok            | 1869 | 1880 | 1890 | 1900 | 1910 | 1921 | 1930 | 1950 | 1961 | 1970 | 1980 | 1991 | 2001 | 2011 | 2021 |
| -------------- | ---- | ---- | ---- | ---- | ---- | ---- | ---- | ---- | ---- | ---- | ---- | ---- | ---- | ---- | ---- |
| Počet obyvatel | 63   | 93   | 83   | 91   | 66   | 75   | 100  | 77   | 74   | 60   | 42   | 41   | 27   | 49   | 48   |
| Počet domů     | 11   | 11   | 13   | 13   | 12   | 14   | 15   | 17   | —    | 14   | 14   | 16   | 19   | 21   | 25   |

Vývoj počtu obyvatel

## Fotogalerie

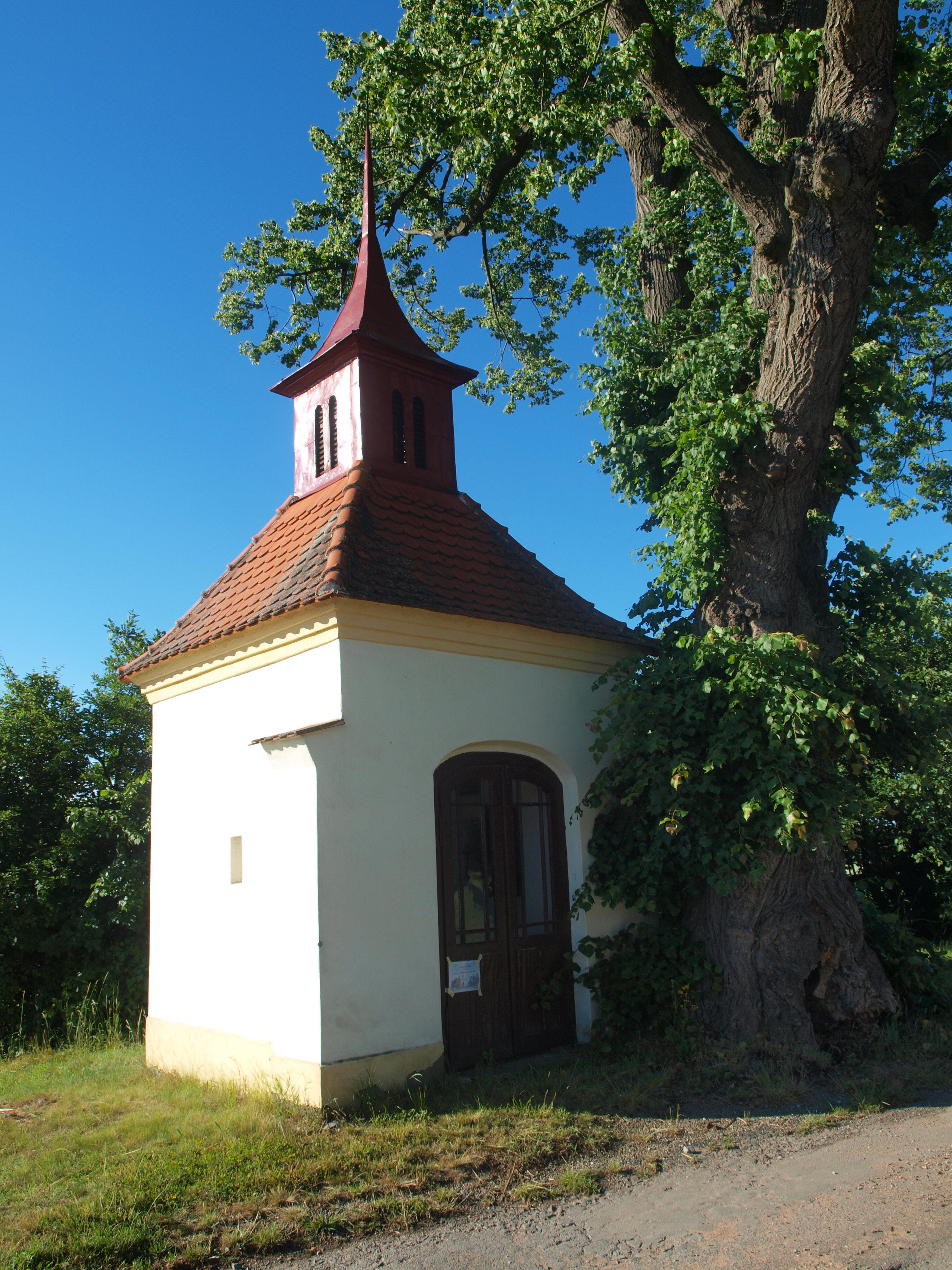
Kaple sv. Anny
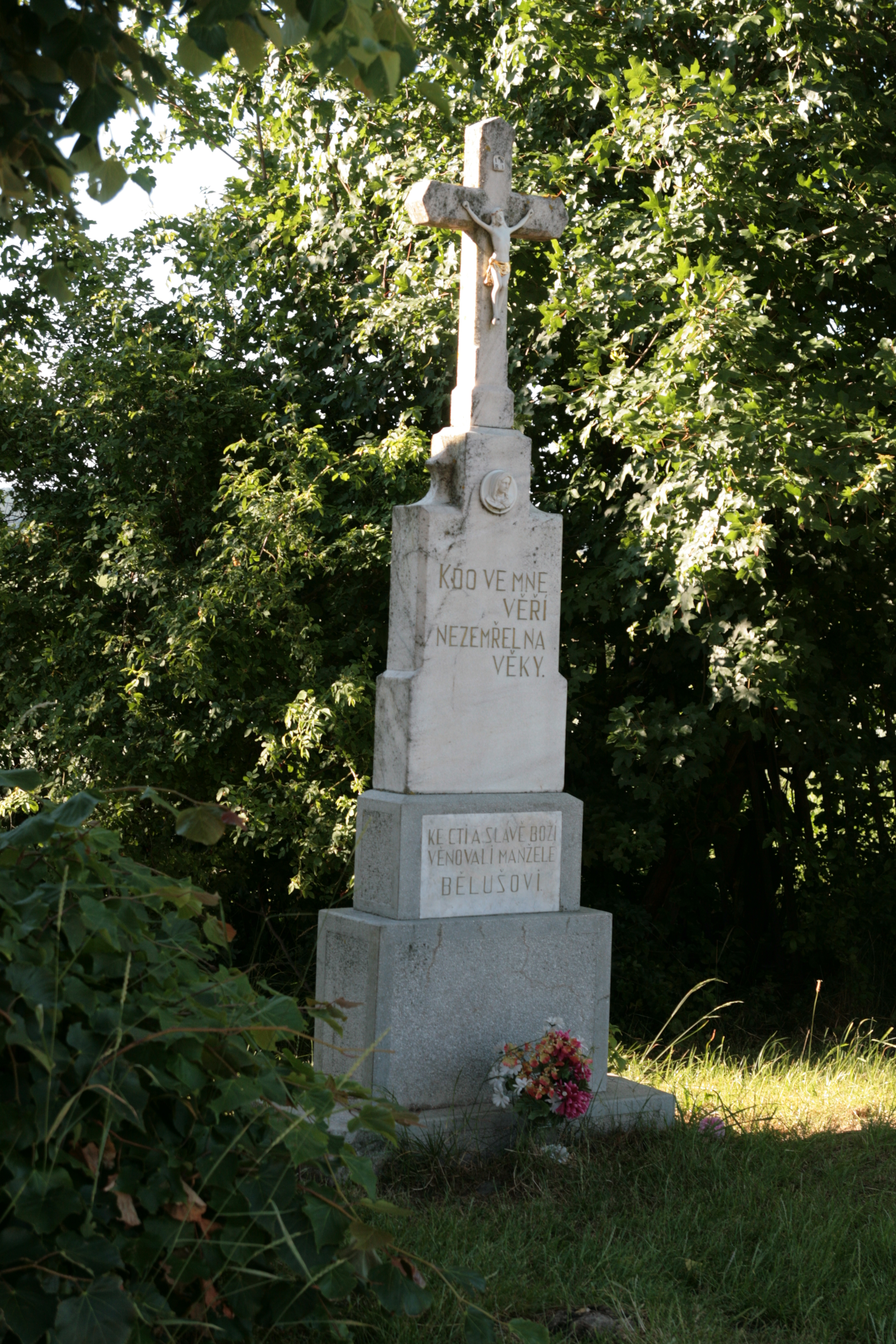
Kříž u kaple
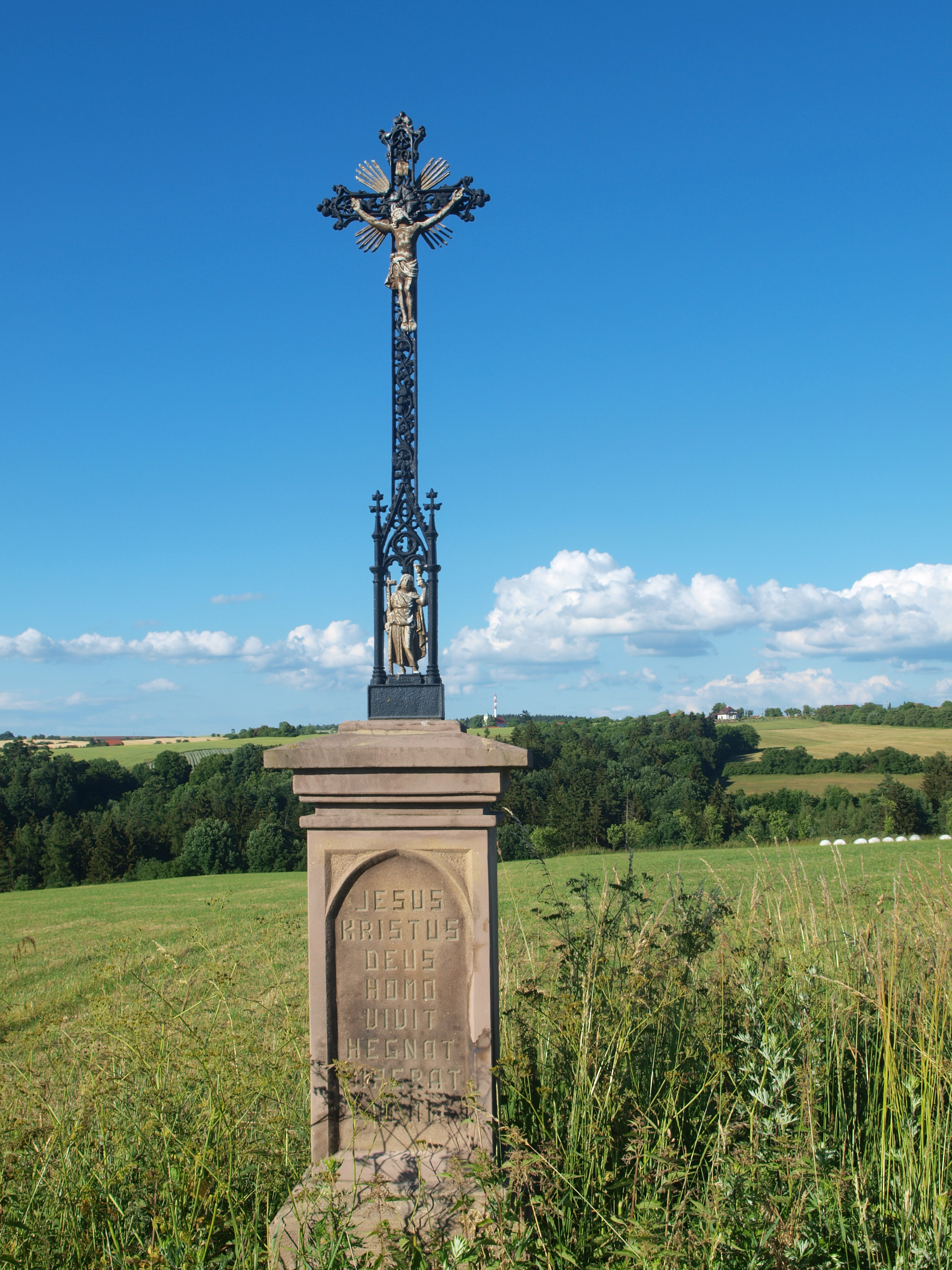
Kříž za vesnicí